# Der Tog
Der Tog war eine jiddische Zeitung.
Sie erschien von 1914 bis 1971 in der Lower East Side von New York.
Die Zeitung bemühte sich um ein hohes journalistisches und intellektuelles Niveau und publizierte im Laufe der Jahre auch Aufsätze von Autoren wie Joseph Opatoshu, Perez Hirschbein, David Pinski und Abraham Reisen. Auch Texte von Scholem Alejchem wurden gedruckt.
Der Tog war wahrscheinlich die erste jiddische Zeitung mit Journalistinnen wie Anna Margolin in der Rubrik In der froyen velt

## Erscheinungsgeschichte
Der Tog wurde von Juda Leib Magnes, David Shapiro, Morris Weinberg und Herman Bernstein gegründet.
1916 konnte eine Auflage von 81.000 Ausgaben täglich verkauft werden.
1919 kam die Zeitung Di Varhayt dazu, der Name war jetzt Der Tog, di Varhayt (bis 1922).
1953 wurde Der Tog mit der Zeitung Morgn Zshurnal zusammengelegt und erschien als Der Tog Morgn Zshurnal. 1970 wurde eine Auflage von 50.000 Exemplaren am Tag verkauft. 1971 stellte die Zeitung ihr Erscheinen ein.